# Tapachula
För andra betydelser, se Tapachula (olika betydelser).
Tapachula (centralorten formellt Tapachula de Córdova y Ordóñez) är en ort och kommun i södra Mexiko och är belägen i delstaten Chiapas. Den är den sydligast belägna större staden i landet och ligger ett par mil från gränsen mot Guatemala. Folkmängden uppgår till cirka 215 000 invånare, med totalt cirka 350 000 invånare i hela kommunen.
I närheten ligger Izapa, en viktig arkeologisk plats.

## Orter
De folkrikaste orterna i kommunen 2013 var:
1. Tapachula de Córdova y Ordóñez, 214 654 invånare
2. Puerto Madero, 10 610 invånare
3. Vida Mejor I, 6 929 invånare
4. Álvaro Obregón, 6 590 invånare
5. Raymundo Enríquez, 3 618 invånare